# Messaoud Benterki
Messaoud Benterki, né le 3 juin 1975 à Mansoura (en Algérie), est un journaliste sportif algérien et français travaillant sur Canal+ de 2004 à 2016 puis sur la chaîne de télévision L'Équipe depuis septembre 2016. Il est spécialiste du football.

## Biographie

### Enfance et débuts
Messaoud Benterki naît en Algérie à Mansoura, village dans lequel il grandit. Il arrive en France en 1982.
Il étudie au CELSA. Après la deuxième année, il fait un stage à But !, un bihebdomadaire consacré au football. À l'issue du stage, alors qu'il n'a que vingt ans, on lui propose de rester. Il accepte finalement cette offre. En 1998, il en devient rédacteur en chef un mois avant le début de la Coupe du monde en France.

### Infosport et Canal+ (2007-2016)
Il intègre ensuite Infosport puis Canal+.
Il acquiert la nationalité française par naturalisation le 8 mars 2007.
De 2007 à 2009, il présente chaque samedi Feuille de match sur Infosport. Feuille de match est un magazine de 13 minutes, diffusé le samedi à 22 h 30, et rediffusé toutes les demi-heures jusqu'à 6 h, qui présente dès la fin de la journée de Ligue 1, tous les résultats, toutes les réactions et analyses des commentateurs et consultants de Canal+.
De 2009 à 2013, il présente Jour de foot, magazine consacré au Championnat de France de football, sur Canal+,.
De 2013 à 2014, il présente les émissions Match of ze day, avec David Astorga, et The Specialists, consacrées au Championnat d'Angleterre de football, sur Canal+Sport.
En 2014, il succède à Thomas Thouroude à la présentation de L'Équipe du dimanche qui traîte du football anglais, allemand, espagnol et italien, le dimanche soir de 23 h 15 à minuit sur Canal+. À partir d'août 2015, l'émission devient omnisports, il cède alors sa place à Karim Bennani.
De 2015 à 2016, il présente la première édition de Jour de foot, le vendredi, sur Canal+Sport.

### L'Équipe (depuis 2016)
En 2016, il quitte Canal+ pour rejoindre L'Équipe. Il présente les week-ends Les grands lives et La grande soirée le dimanche à partir de 20 heures, consacrée au football.
Il présente également le championnat du monde de rallycross ainsi que la coupe du monde de biathlon.
Depuis 2017, il présente aussi chaque année les émissions encadrant le Tour d'Italie,.
En septembre 2019, il présente l'avant et l'après-match du championnat d'Europe masculin de volley-ball 2019 aux côtés de Xavier Richefort et Frantz Granvorka.